# Trithyreus grassii
Espèce
Synonymes
- Tripeltis grassii Thorell, 1889

Trithyreus grassii est une espèce de schizomides de la famille des Hubbardiidae.

## Distribution
Cette espèce est endémique de Birmanie,. Elle se rencontre vers Teinzo.

## Description
Le mâle holotype mesure 7 mm.

## Publication originale
- Thorell, 1889 : Aracnidi Artrogastri Birmani raccolti da L. Fea nel 1885-1887. Annali del Museo Civico di Storia Naturale di Genova, sér. 2, vol. 7, p. 521-729 (texte intégral).